# SN 1999eq
SN 1999eq – supernowa typu II odkryta 3 października 1999 roku w galaktyce A011922-0336. W momencie odkrycia miała maksymalną jasność 19,00m.